# Lonchura leucogastra
Il passero dal ventre bianco (Lonchura leucogastra Blyth, 1846) è un uccello passeriforme della famiglia degli estrildidi.

## Tassonomia
Se ne riconoscono sei sottospecie:
- Lonchura leucogastra leucogastra, la sottospecie nominale, diffusa nella penisola malese, oltre che sulle isole di Sumatra e Giava;
- Lonchura leucogastra castanonota Mayr, 1938, diffusa nel Borneo meridionale;
- Lonchura leucogastra everetti Tweeddale, 1877, diffusa nelle Filippine settentrionali;
- Lonchura leucogastra manueli Parkes, 1958, diffusa nelle Filippine centrali e meridionali;
- Lonchura leucogastra palawana Ripley & Rabor, 1962, diffusa sull'isola di Palawan e nel Borneo nord-orientale;
- Lonchura leucogastra smythiesi Parkes, 1958, diffusa in Borneo occidentale;

Secondo alcuni autori, questa specie formerebbe una superspecie col congenere passero di montagna.
Il nome scientifico del passero dal ventre bianco (dal quale deriva poi anche il nome comune deriva dall'unione delle parole greche λευκός (leykos, "bianco") e γαστήρ (gastron, "ventre"), col significato di "dal ventre bianco", in riferimento alla tipica colorazione di questi uccelli.

## Distribuzione edhabitat
Questo uccello occupa un areale piuttosto vasto che va dalla Birmania meridionale alle Filippine, comprendendo la penisola malese e buona parte delle grandi Isole della Sonda (Sumatra, Borneo e Giava, dove però questo uccello è assai raro e si pensa possa essere stato importato dall'uomo).
L'habitat della specie è rappresentato dalle aree marginali della foresta pluviale, al confine con aree coltivate, risaie e radure erbose più o meno estese.

## Descrizione

### Dimensioni
Misura fino a 11 cm di lunghezza.

### Aspetto
Si tratta di un uccello dall'aspetto tozzo, caratterizzato da un grosso e forte becco di forma conica.
La regione dorsale e la testa sono di colore bruno scuro, con tendenza a scurirsi su ali, coda, faccia e gola fino a presentarsi nerastre in alcune sottospecie. Su petto e fianchi invece la colorazione bruna tende a schiarirsi, fino a divenire bianca sul ventre: l'estensione del bianco ventrale varia anch'essa a seconda della sottospecie, con alcune popolazioni in cui del bianco è presente anche sul dorso, in forma di leggere striature longitudinali. L'occhio è bruno, le zampe sono carnicino-grigiastre, il becco è grigio-nerastro superiormente e grigio inferiormente.

## Biologia
Si tratta di uccelli diurni che si muovono principalmente in coppie o gruppetti familiari, pur non esitando a riunirsi in colonie sul calar della sera o durante la nidificazione. Passano la maggior parte del giorno al suolo alla ricerca di cibo, mentre di notte riposano nel folto della vegetazione, preferibilmente fra gli alberi.

### Alimentazione
Il passero dal ventre bianco è un uccello fondamentalmente granivoro, che grazie al forte becco riesce ad aver ragione di moltissime varietà di semi di piccole dimensioni. Può integrare la propria dieta con bacche, germogli e frutti, mentre è assai difficile che questi uccelli mostrino interesse verso cibi di origine animale, come piccoli insetti e larve.

### Riproduzione
Il nido viene costruito da ambedue i partner nel fitto della vegetazione: esso ha forma sferica e si compone di fili d'erba e ramoscelli intrecciati a formare una camera di cova interna. Al suo interno la femmina depone 3-4 uova biancastre, che ambedue i sessi covano per 10-13 giorni. I pulli sono ciechi ed implumi alla schiusa, e vengono nustriti ed accuditi da entrambi i genitori per circa tre settimane, al termine delle quali sono pronti per l'involo e virtualmente indipendenti.